# Гонаїв (затока)
Затока Гонаїв (фр. Golfe de la Gonâve, гаїт. креол. Lagonav) — велика затока біля західного узбережжя Гаїті. На узбережжі затоки розташовано місто Порт-о-Пренс, столиця Гаїті. Інші міста біля затоки: Гонаїв, Сіно-Марк, Мірагоан і Жеремі. У затоці розташовані декілька островів: Гонав (що відокремлює від основної частини протоку Гонав) та Каєміти. У затоку впадає найбільша річка Гаїті Артибоніт.